# Rozenmosgalwesp
De rozenmosgalwesp (Diplolepis rosae) is een vliesvleugelig insect uit de familie van de galwespen (Cynipidae). De volwassen wesp blijft met een lengte van zo'n 3 millimeter zeer klein en vermeerdert zich door parthenogenese.
Net als andere galwespen worden de eitjes afgezet in planten waarna deze een woekering vormen die de larven niet alleen beschermt maar ook van voedsel voorziet. De kenmerkende gal van Diplolepis rosae wordt bedeguaargal of slaapappelgal genoemd en heeft een ragebol-achtige structuur met haar-achtige vertakkingen. De gallen komen vaak voor op rozentakken en zijn ongeveer 5 centimeter in doorsnede. In de gal komen in aparte kamertjes meerdere larven voor.

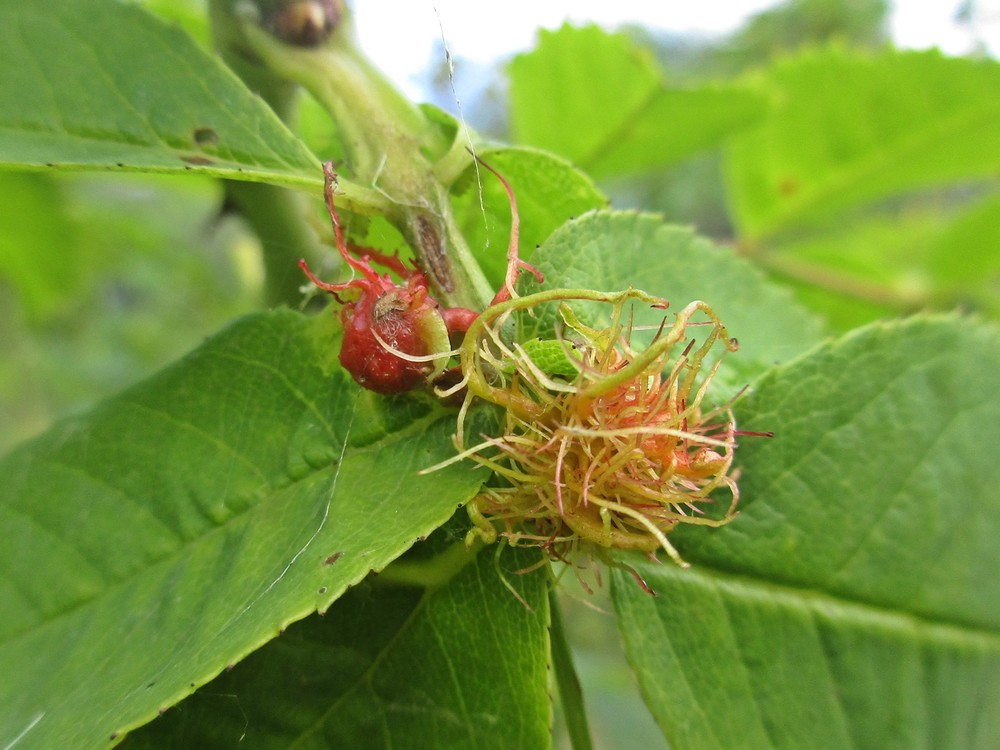
Gal in ontwikkeling
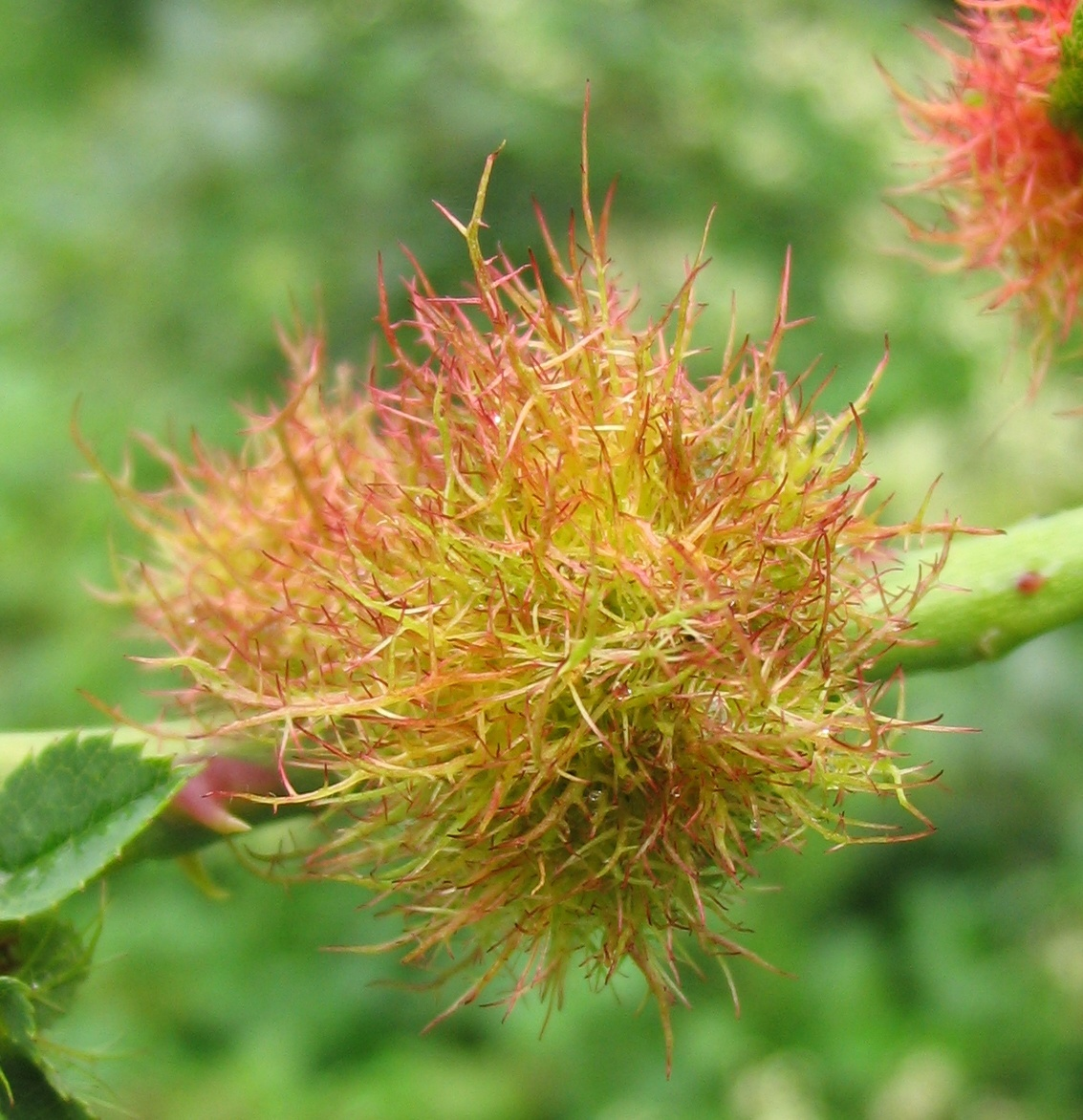
Volgroeide gal
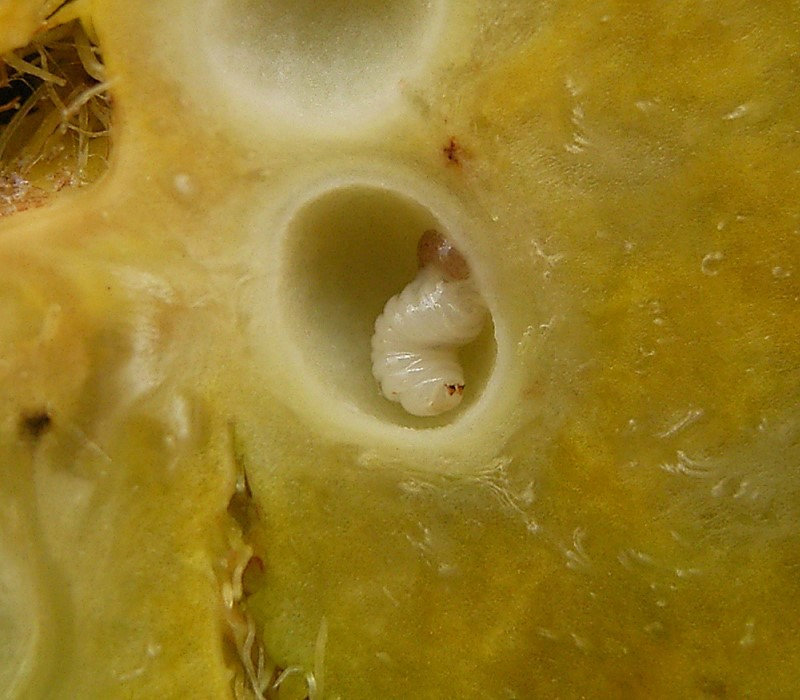
Doorsnede (close-up)